# Universíada de Verão de 1981
A XI Universíada de Verão foi realizada em Bucareste, Romênia entre 19 e 30 de Julho de 1981.

## Medalhas
O Quadro de medalhas é uma lista que classifica as Federações Nacionais de Esportes Universitários (NUSF) de acordo com o número de medalhas conquistadas. O país em destaque é o anfitrião.
| Ordem                                                 | País                   | Medalha de ouro | Medalha de prata | Medalha de bronze |     |  |
| ----------------------------------------------------- | ---------------------- | --------------- | ---------------- | ----------------- | --- |  |
| 1                                                     | URS União Soviética    | 40              | 36               | 33                | 109 |  |
| 2                                                     | ROU Romênia            | 30              | 17               | 20                | 67  |  |
| 3                                                     | USA Estados Unidos     | 29              | 18               | 9                 | 56  |  |
| 4                                                     | CHN China              | 10              | 8                | 3                 | 21  |  |
| 5                                                     | ITA Itália             | 6               | 4                | 3                 | 13  |  |
| 6                                                     | GDR Alemanha Oriental  | 4               | 6                | 1                 | 11  |  |
| 7                                                     | JPN Japão              | 3               | 2                | 2                 | 7   |  |
| 8                                                     | CUB Cuba               | 2               | 2                | 4                 | 8   |  |
| 9                                                     | FRG Alemanha Ocidental | 2               | 1                | 3                 | 6   |  |
| 10                                                    | GBR Grã-Bretanha       | 2               | 1                | 2                 | 5   |  |
|                                                       |                        |                 |                  |                   |     |  |
| 18                                                    | BRA Brasil             |                 | 3                | 10                | 13  |  |
| Os demais países lusófonos não conquistaram medalhas. |                        |                 |                  |                   |     |  |

## Modalidades
Essas foram as modalidades disputadas. Os números entre parênteses representam o número de eventos de cada modalidade:

### Obrigatórias
As modalidades obrigatórias (oito esportes) são determinadas pela Federação Internacional do Esporte Universitário (FISU) e, salvo alteração feita na Assembléia Geral da FISU, valem para todas as Universíadas de Verão.
| - Atletismo (39) - Basquetebol (2) - Esgrima (8) | - Ginástica artística (14) - Natação (29) - Polo aquático (1) | - Saltos ornamentais (4) - Tênis (5) - Voleibol (2) |

### Opcional
As modalidades opcionais são determinadas pela Federação Nacional de Esportes Universitários (National University Sports Federation - NUSF) do país organizador.
- Lutas (20)